# Kaibauk

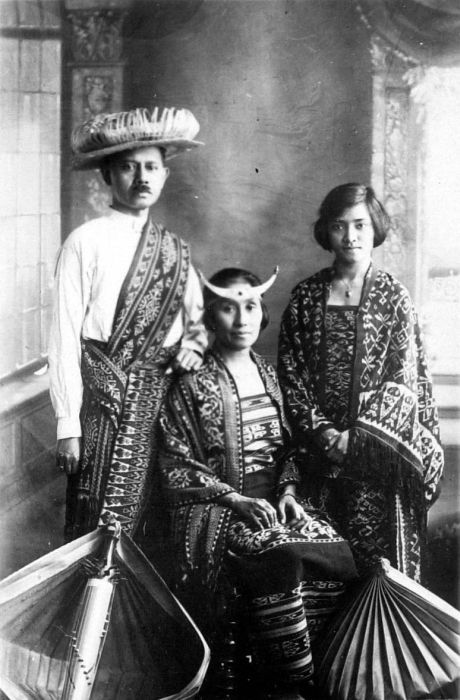
Timorais de l'Ouest pendant la période coloniale avec une cithare en bambou sasando. La femme assise, une noble, porte un kaibauk.

Le kaibauk est une sorte de coiffe portée par les liurai timorais. Il est traditionnellement fabriqué en argent et a la forme des cornes d'un buffle d'eau.